# Ja'akov Kac (1906)
Ja'akov Kac (hebrejsky: יעקב כ"ץ, žil 28. prosince 1906 – 21. prosince 1967) byl izraelský politik a poslanec Knesetu za strany Chazit datit Toratit, Agudat Jisra'el-Po'alej Agudat Jisra'el, Chazit datit Toratit a Po'alej Agudat Jisra'el.

## Biografie
Narodil se ve městě Zoločiv v tehdejším Rakousku-Uhersku (pak Polsko, dnes Ukrajina). Studoval na ješivě v Lublinu. V roce 1934 přesídlil do dnešního Izraele.

## Politická dráha
Byl tajemníkem odbočky organizace Po'alej Agudat Jisra'el v Haifě. Řídil její absorpční oddělení. Během války za nezávislost byl členem situačního a mobilizačního výboru. V letech 1950–1967 zasedal v haifské samosprávě, v letech 1951–1959 jako místostarosta.
V izraelském parlamentu zasedl poprvé už po volbách v roce 1955, do nichž šel za Chazit datit Toratit. Během funkčního období se jméno strany změnilo na Agudat Jisra'el-Po'alej Agudat Jisra'el, aby se pak vrátila k názvu Chazit Dati Toratit. Kac byl členem výboru pro veřejné služby, výboru pro záležitosti vnitra a výboru práce. Na kandidátce Chazit datit Toratit úspěšně nastoupil do voleb v roce 1959. Po volbách se ale tato společná kandidátní listina rozpadla a Kac byl pak členem samostatného klubu Po'alej Agudat Jisra'el. Byl členem výboru pro veřejné služby a výboru pro záležitosti vnitra. Za Po'alej Agudat Jisra'el obhájil mandát ve volbách v roce 1961. Stal se členem výboru pro veřejné služby, výboru práce a výboru pro vzdělávání a kulturu. Další funkční období strávil v parlamentu i po volbách v roce 1965. Kandidoval opět za Po'alej Agudat Jisra'el. Nastoupil znovu do parlamentního výboru pro veřejné služby, výboru práce a výboru pro vzdělávání a kulturu. Zemřel během funkčního období. Jeho křeslo v Knesetu zaujal Avraham Verdiger.